# 1501 год
1501 (ты́сяча пятьсо́т пе́рвый) год  по юлианскому календарю — невисокосный год, начинающийся в пятницу. Это 1501 год нашей эры, 1‑й год 1‑го десятилетия XVI века 2‑го тысячелетия, 2‑й год 1500‑х годов. Он закончился 524 года назад.
| Пн | Вт | Ср | Чт | Пт | Сб | Вс |
|    |    |    |    | 1  | 2  | 3  |
| 4  | 5  | 6  | 7  | 8  | 9  | 10 |
| 11 | 12 | 13 | 14 | 15 | 16 | 17 |
| 18 | 19 | 20 | 21 | 22 | 23 | 24 |
| 25 | 26 | 27 | 28 | 29 | 30 | 31 |

| Пн | Вт | Ср | Чт | Пт | Сб | Вс |
| 1  | 2  | 3  | 4  | 5  | 6  | 7  |
| 8  | 9  | 10 | 11 | 12 | 13 | 14 |
| 15 | 16 | 17 | 18 | 19 | 20 | 21 |
| 22 | 23 | 24 | 25 | 26 | 27 | 28 |

| Пн | Вт | Ср | Чт | Пт | Сб | Вс |
| 1  | 2  | 3  | 4  | 5  | 6  | 7  |
| 8  | 9  | 10 | 11 | 12 | 13 | 14 |
| 15 | 16 | 17 | 18 | 19 | 20 | 21 |
| 22 | 23 | 24 | 25 | 26 | 27 | 28 |
| 29 | 30 | 31 |    |    |    |    |

| Пн | Вт | Ср | Чт | Пт | Сб | Вс |
|    |    |    | 1  | 2  | 3  | 4  |
| 5  | 6  | 7  | 8  | 9  | 10 | 11 |
| 12 | 13 | 14 | 15 | 16 | 17 | 18 |
| 19 | 20 | 21 | 22 | 23 | 24 | 25 |
| 26 | 27 | 28 | 29 | 30 |    |    |

| Пн | Вт | Ср | Чт | Пт | Сб | Вс |
|    |    |    |    |    | 1  | 2  |
| 3  | 4  | 5  | 6  | 7  | 8  | 9  |
| 10 | 11 | 12 | 13 | 14 | 15 | 16 |
| 17 | 18 | 19 | 20 | 21 | 22 | 23 |
| 24 | 25 | 26 | 27 | 28 | 29 | 30 |
| 31 |    |    |    |    |    |    |

| Пн | Вт | Ср | Чт | Пт | Сб | Вс |
|    | 1  | 2  | 3  | 4  | 5  | 6  |
| 7  | 8  | 9  | 10 | 11 | 12 | 13 |
| 14 | 15 | 16 | 17 | 18 | 19 | 20 |
| 21 | 22 | 23 | 24 | 25 | 26 | 27 |
| 28 | 29 | 30 |    |    |    |    |

| Пн | Вт | Ср | Чт | Пт | Сб | Вс |
|    |    |    | 1  | 2  | 3  | 4  |
| 5  | 6  | 7  | 8  | 9  | 10 | 11 |
| 12 | 13 | 14 | 15 | 16 | 17 | 18 |
| 19 | 20 | 21 | 22 | 23 | 24 | 25 |
| 26 | 27 | 28 | 29 | 30 | 31 |    |

| Пн | Вт | Ср | Чт | Пт | Сб | Вс |
|    |    |    |    |    |    | 1  |
| 2  | 3  | 4  | 5  | 6  | 7  | 8  |
| 9  | 10 | 11 | 12 | 13 | 14 | 15 |
| 16 | 17 | 18 | 19 | 20 | 21 | 22 |
| 23 | 24 | 25 | 26 | 27 | 28 | 29 |
| 30 | 31 |    |    |    |    |    |

| Пн | Вт | Ср | Чт | Пт | Сб | Вс |
|    |    | 1  | 2  | 3  | 4  | 5  |
| 6  | 7  | 8  | 9  | 10 | 11 | 12 |
| 13 | 14 | 15 | 16 | 17 | 18 | 19 |
| 20 | 21 | 22 | 23 | 24 | 25 | 26 |
| 27 | 28 | 29 | 30 |    |    |    |

| Пн | Вт | Ср | Чт | Пт | Сб | Вс |
|    |    |    |    | 1  | 2  | 3  |
| 4  | 5  | 6  | 7  | 8  | 9  | 10 |
| 11 | 12 | 13 | 14 | 15 | 16 | 17 |
| 18 | 19 | 20 | 21 | 22 | 23 | 24 |
| 25 | 26 | 27 | 28 | 29 | 30 | 31 |

| Пн | Вт | Ср | Чт | Пт | Сб | Вс |
| 1  | 2  | 3  | 4  | 5  | 6  | 7  |
| 8  | 9  | 10 | 11 | 12 | 13 | 14 |
| 15 | 16 | 17 | 18 | 19 | 20 | 21 |
| 22 | 23 | 24 | 25 | 26 | 27 | 28 |
| 29 | 30 |    |    |    |    |    |

| Пн | Вт | Ср | Чт | Пт | Сб | Вс |
|    |    | 1  | 2  | 3  | 4  | 5  |
| 6  | 7  | 8  | 9  | 10 | 11 | 12 |
| 13 | 14 | 15 | 16 | 17 | 18 | 19 |
| 20 | 21 | 22 | 23 | 24 | 25 | 26 |
| 27 | 28 | 29 | 30 | 31 |    |    |

## События
- 1485—1503 — Польско-турецкая война[1].
- 1493—1593 — Столетняя хорватско-османская война. Серия вооружённых конфликтов между Королевством Хорватия и Османской империей[2].
- 1498—1501 — учреждение двух «управлений» — административных органов в Австрии.
- 1499—1503 — турецко-венецианская война[3].

- 1499—1504 — Вторая итальянская война[4].
- 1501—1512 — началась Датско-шведская война[5].
- 1501—1587 — началась эпидемия тифа.
- Присоединение к Швейцарскому союзу Базеля и Шафхаузена.
- Молдавия подчиняется Турции, обеспечив себе автономию.
- Рафаэль поступает в мастерскую Пьетро Перуджино.
- Португалец Жуан да Нова высаживается в Килве и ведёт переговоры с султаном.
- Португальцы присоединяют остров Вознесения.
- Восстание жителей города Каракула. Шейбани-хан жестоко подавил его.
- Флотилия Кабрала бомбардировала Каликут. Кабрал закупил груз пряностей в Кочине.
- Разгром Исмаилом Сефевидом ширван-шаха. Завоевание Ширвана.
- Начало ввоза негров-рабов из Африки на Вест-Индские острова.
- Исмаил I, начавший захват Азербайджана в 1500 году, захватил Баку, Шемахы и Тебриз. В этом же году принял традиционный титул "шахиншах-е Иран"[6].

### Прибалтика, Польша
- 21 июня — подписан Венденский договор 1501 года о союзе между Литвой и Ливонским орденом в войне против Великого княжества Московского[7].
- 25 октября — Мельницкий привилей в Польше, установивший, что с тех пор Польша и Литва должны составлять одно государство, состоящее под управлением одного короля, выбираемого в Кракове. Королевская власть поставлена в зависимость от сейма. Привилей ликвидировал наследственную монархию в ВКЛ и сосредоточил законодательную власть в руках Сената (в 1505 году депутаты литовского сейма отказались его утвердить)[8].
- Крымское ханство и Османская империя совершили военный поход против адыгов[9].
- Сигизмунд I Старый получает во владение от старшего брата, чешского и венгерского короля Владислава II, в дополнении к полученному в 1498 году Глогувскому — Опавское княжество[10].

## Русское государство
Правление: 1462—1505 — Иван III Васильевич
- 1500—1503 — русско-литовская война[11].
  - Весна — псковичи присылают новое посольство (первое в 1499 году) к Ивану III и Василию III с просьбой защитить их от произвола немцев, разграбивших и арестовавших 150 русских купцов в ливонском Дерпте. Великие князья отправляют во Псков князя Василия Васильевича Шуйского-Немого вместе с новгородским войском, а князя Даниила Александровича Пенка с московским войском отправляют воевать Немецкую землю[12][13].
  - 24 марта — Оболенский Александр Васильевич, вызванный в Москву, выезжает из Пскова, откуда отправлен с 5-тысячной псковской ратью в Ливонию, где опустошил окрестности городов: Дерпта, Новгородка (Нейгаузена) и в 45 верстах от него — Мариенбурга. После чего, повернув на север, встречает войско дерпского епископа Иоганна фон дер Ропе (ум. 1505)[14].
  - 25 июля — принято решении Ливонии совместно с ВКЛ начать боевые действия против Русского государства. Целью их похода, вероятно, должен был стать Псков. В связи с внутренними политическими событиями в ВКЛ и Польше — смертью польского короля Яна Ольбрахта и претензиями великого князя Александра Ягеллона на польский трон — выступление в поход литовцев было отложено до 28 августа[11].
  - Середина лета — отмечена серией стычек на границе Ливонии с Русским государством[11].
  - 22 августа — русские силы начали выдвигаться к ливонской границе[11].
  - 26 августа — ливонское войско во главе с магистром Плеттенбергом перешло границу Руси возле города Остров для того, чтобы на русской территории соединиться с союзным литовским войском[11].
  - 27 августа — Битва на Серице между войсками Великого княжества Московского и псковского князя Ивана Ивановича Суздальского-Горбатого с войсками Ливонской конфедерации. Поражение русского войска, в котором сыграло большую роль вражеская артиллерия[13].
  - После победы на Серице войско Плеттенберга безуспешно пыталось взять Изборск и Красный Городок, а затем занять броды через реку Великую[11].
  - 7 сентября — русские войска взяли город Остров. Вспыхнувшая вслед за этим в ливонской армии эпидемия вынудила Плеттенберга вернуться в Ливонию. Другой причиной ухода было то, что войско ВКЛ так и не прибыло на помощь[11].
  - 14 сентября — Плеттенберг прибыл в Ливонию. Небольшой отряд литовцев пришёл в псковскую землю уже после отхода ливонской армии и, безуспешно попытавшись взять крепость Опочку, также отступил[11].
  - Осень — русские полки вторглись вглубь Ливонии. Активные действия на литовских рубежах Менгли-Гирея и Стефана[13].
  - Конец октября — Иван III посылает своих воевод Семёна Можайского, Василия Шемячича, Александра Ростовского и других воевод к Мстиславлю[13].
  - 4 ноября — победа войск московского и северского княжеств над армией Литовского княжества в Битве под Мстиславлем, однако взять город воеводам не удалось[13].
  - 24 ноября (по другим данным 20 или 21) — победа русского воинства в битве под Гельмедом. В битве погибает Александр Васильевич Оболенский "на третьем часу ночи" (18 час. 30 мин.)[13][14].
  - Нападение войск Большой Орды на северские земли заставило Ивана III перебросить туда русские войска с севера. Объединёнными усилиями русских войск и союзных войск крымского ханства нападение было отбито[11].

- Лето — осень — военная помощь Большой Орды своим союзникам из ВКЛ в борьбе против удельных северских князей и Русского государства. Разорение ордынцами сельской округи Рыльска. Провал вторжения ордынцев вглубь территории Русского государства[15].
- Август  — просьба крымского хана Менгли-Гирея оказать ему военную помощь в борьбе против войск Большой Орды. Была продемонстрирована военная сила русскими войсками, но военные действия не велись из-за отсутствия данных о движении Крымской Орды, хан которой Менгли-Гирей после пятидневного боя в низовьях реки Дон с войском хана Ших-Амеда неожиданно отступил за Перекоп[15].
- Осень 1501 — зима 1501/1502 — ордынцы совершили набег с целью военной добычи и помощи своим союзникам из ВКЛ против северских князей и Русского государства. Захват ордынцами ряда русских городов, включая Новгород-Северский. Задержка вторжения ордынцев вглубь территории Русского государства. Провал дипломатических переговоров хана Ших-Ахмеда с Иваном III, с целью заключения союза против хана Крымской Орды Менгли-Гирея[15].
- Пожалованы окольничеством: Давыдов Пётр Фёдорович, Ромодановский Василий Васильевич, Сакмышев Афанасий Иванович[16].
- Пожалованы боярством: Ростовский Дмитрий Владимирович, Шеин Дмитрий Васильевич и Ростовский Александр Владимирович[16].
- На службу великому князю выехали родоначальники дворянских родов: Осоргины и Стерлеговы[17].

## Начало правления
См. также: Список глав государств в 1501 году
- 12 декабря — Александр Ягеллон, великий князь литовский (с 1492), стал королём Польши (1501—1506)[8].

## Родились

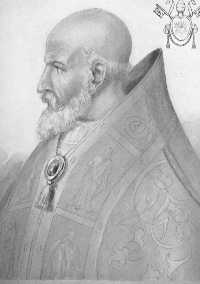
Изображение Марцелла II.

См. также: Категория:Родившиеся в 1501 году
- 17 января — Леонарт Фукс, немецкий учёный, ботаник и врач (умер в 1566).
- 24 сентября — Джероламо Кардано, итальянский математик, инженер, философ, медик и астролог (ум. 1576).
- Изабелла Габсбургская — эрцгерцогиня Австрии, инфанта Испании и принцесса Бургундии, королева Дании, Норвегии и Швеции.
- Корнилий Псково-Печерский — игумен Псково-Печерского монастыря
- Марцелл II — папа римский с 9 по 30 апреля 1555 года.
- Полина Павлонская — первая женщина-наместница Церкви Покрова на Нерли.
- Маттиоли, Пьетро Андреа — итальянский ботаник и врач, именем которого назван род цветковых растений Matthiola (Левкой)[18].
- Ямамото Кансукэ — японский военачальник периода Сэнгоку.
- Занки, Базилио — итальянский гуманист, ученый, писатель, поэт, библиотекарь.

## Скончались

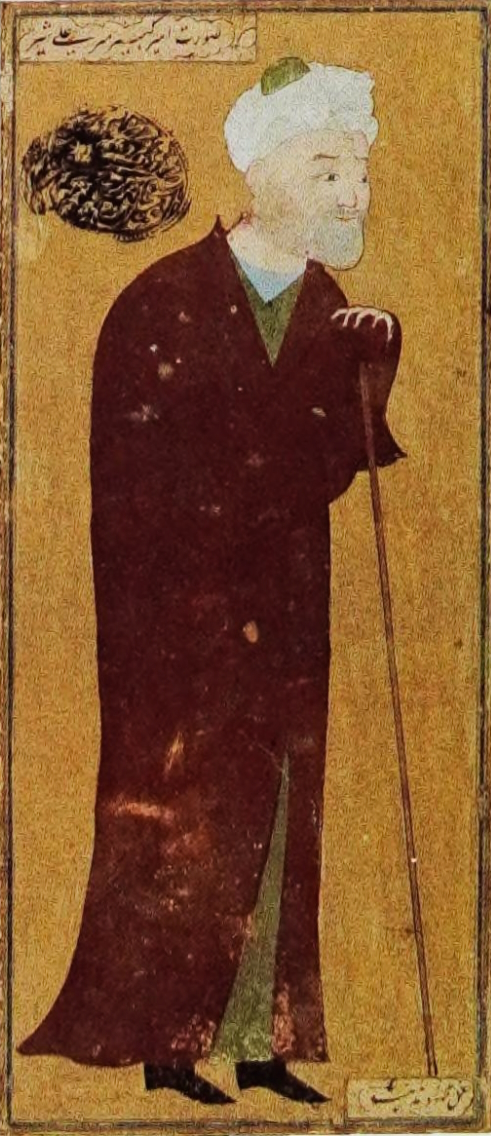
Изображение Алишера Навои.

См. также: Категория:Умершие в 1501 году
- 19 февраля — Феодосия Ивановна Холмская, дочь великого князя Ивана III[13].
- 14 апреля — Анна Васильевна Рязанская, родная сестра великого князя Ивана III[13].
- 17 июня — Ян I Ольбрахт, король Польши (с 23 сентября 1492 года).
- Алишер Навои — выдающийся поэт Узбекистана, философ суфийского направления, государственный деятель тимуридского Хорасана.
- Барбариго, Агостино — 74-й венецианский дож.
- Константин Ласкарис — византийский учёный и грамматик, один из инициаторов возрождения преподавания греческого языка в Италии.
- Корте Реал, Гашпар — португальский мореплаватель.